# M.A. Mortenson Company

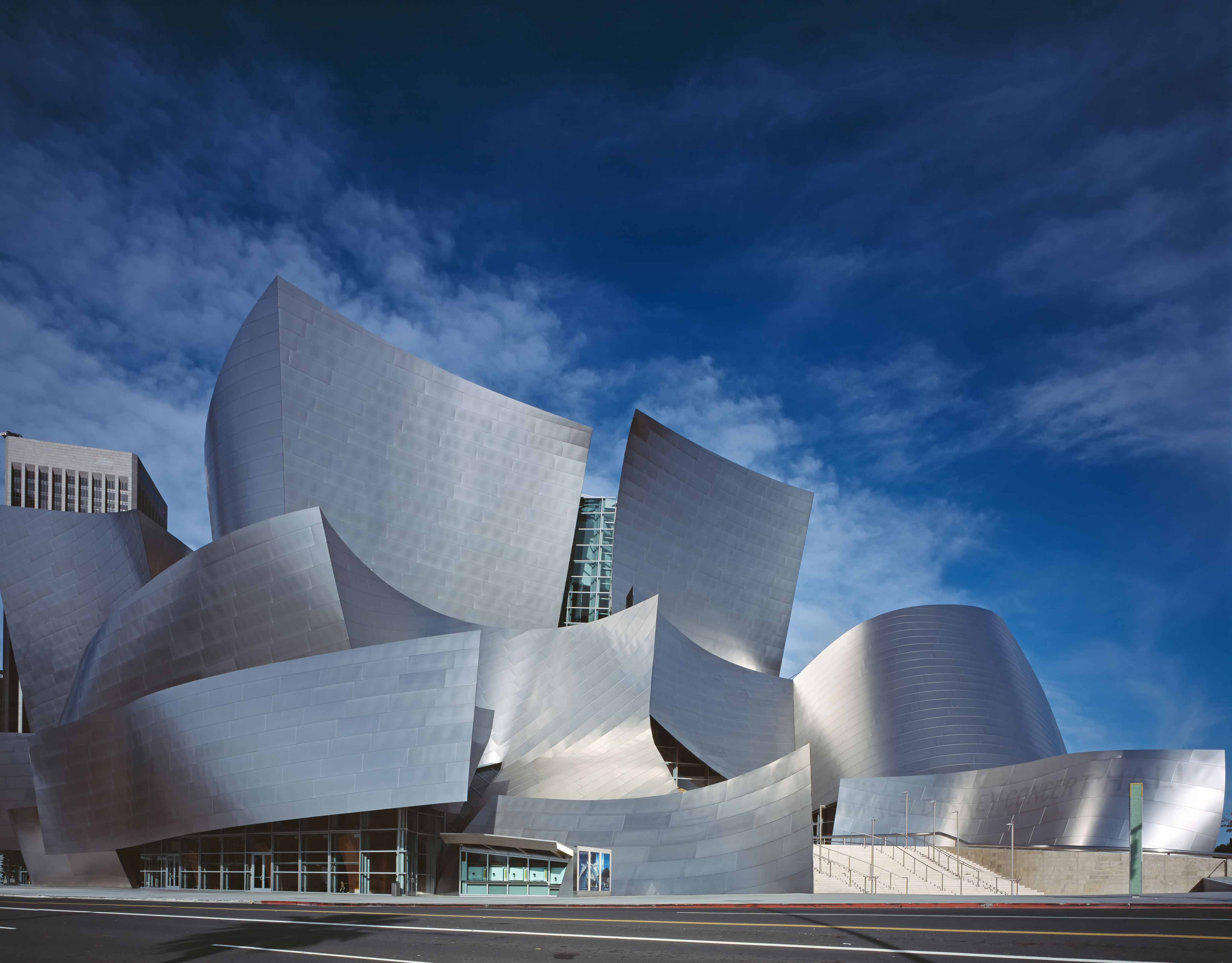
Außenansicht der Walt Disney Concert Hall

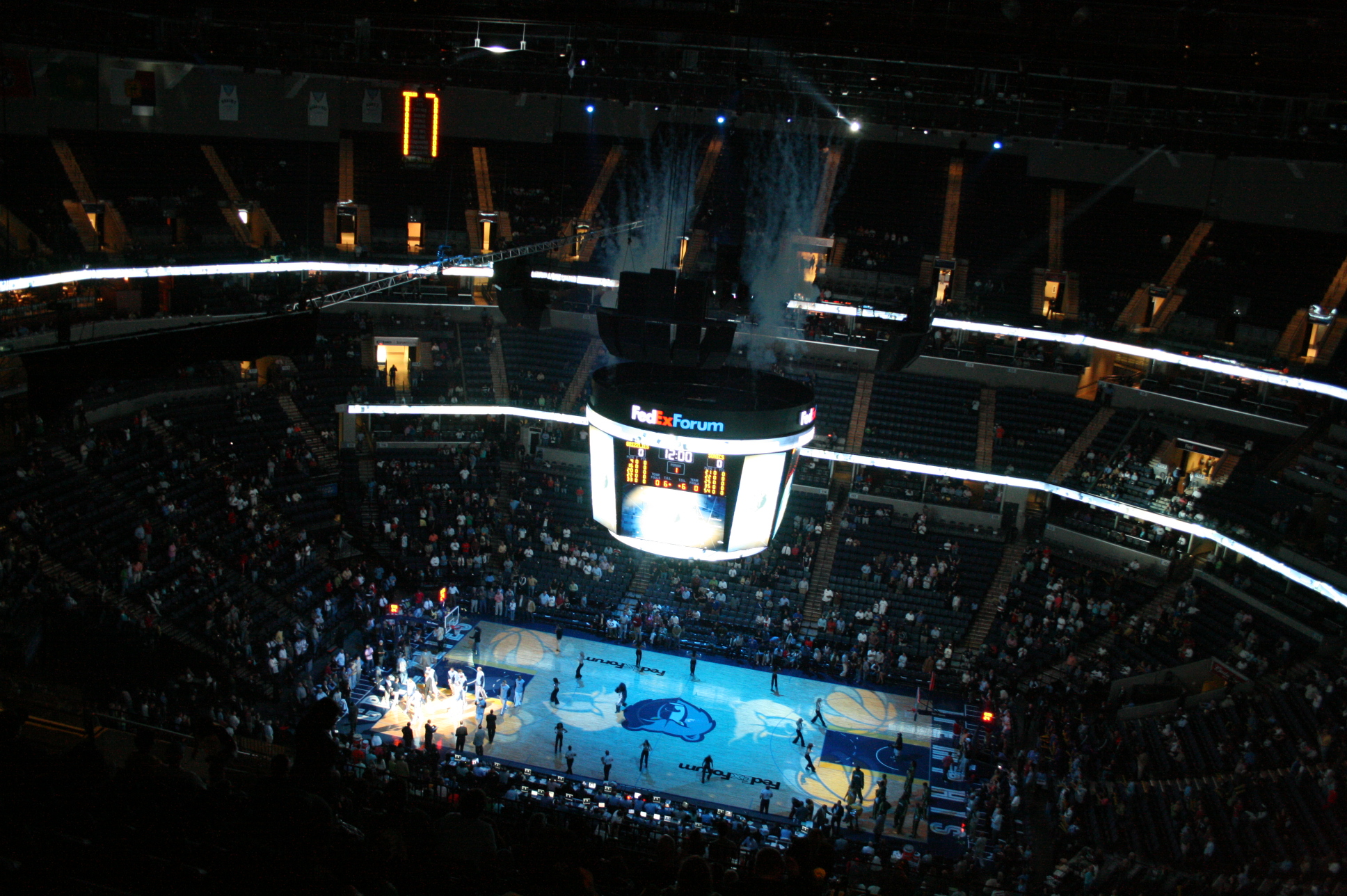
Innenansicht des FedExForum

Die M.A. Mortenson Company, die meist unter ihrer Marke Mortenson Construction firmiert, ist ein amerikanisches Bau- und Konstruktionsunternehmen mit Sitz in Minneapolis, Minnesota, das 2014 einen Umsatz von (geschätzt) 3 Milliarden US-Dollar erzielte. Das Unternehmen besitzt Konstruktionsbüros in Chicago, Denver, Milwaukee, Minneapolis, Phoenix und Seattle und baut auch in Kanada und der Volksrepublik China.
Viele Aufträge stammen aus den Bereichen Energieerzeugung und Krankenhausbau. Bekannte Bauwerke, die von Mortenson errichtet wurden, sind das Stadion der Memphis Grizzlies, das FedExForum, und die von Frank Gehry für die Los Angeles Philharmoniker geplante Walt Disney Concert Hall.
2015 gab das Unternehmen an 290 Projekte mit einem Volumen von 4,9 Milliarden Dollar für die Bundesregierung vollendet zu haben, so z. B. die U.S. Coast Guard Station in Sabine Pass, Texas, das Headquarters des United States Army Installation Management Command (IMCOM) in Fort Sam Houston oder den größten Hangar der Navy in Jacksonville.

## Erneuerbare Energien
Starkes Wachstum erreichte Mortenson Construction in den letzten Jahren im Bereich der erneuerbaren Energien.
Im Bereich Windenergie erhielt Mortenson z. B. den Auftrag für das 300 MW Blackspring Ridge Wind Projekt in Carmangay, Alberta, Kanada für EDF-EN Canada. Mortenson hat bis 2015 insgesamt 15.000 Megawatt Windleistung installiert.
2014 war Mortenson mit einem Zubau von 512,9 Megawatt Solarstromleistung das zweitgrößte US-Unternehmen nach First Solar (1.023 Megawatt) und vor SolarCity (502 Megawatt). Zu den größten Projekten gehört die Errichtung der Solarkraftwerke Solar Star I und II in Rosamond, Kalifornien mit insgesamt 597 MW Leistung, die Strom für 255.000 Haushalte erzeugen kann.

## Geschichte
Das Unternehmen wurde am 1. April 1954 von M. A. Mortenson, Sr. mit Unterstützung seiner Frau Jennie Mortenson gegründet und ist noch heute vollständig im Besitz der Familie.